# Bördeland
Bördeland es un municipio situado en el distrito de Salzland, en el estado federado de Sajonia-Anhalt (Alemania), a una altitud de 92 metros. Su población a finales de 2015 era de unos 7600 habitantes y su densidad poblacional, 83 hab/km².
Se encuentra a poca distancia al oeste del río Elba.